# Kurt Tank
Kurt Waldemar Tank (Bromberg-Schwedenhöhe, 24 febbraio 1898 – Monaco di Baviera, 5 giugno 1983) è stato un ingegnere aeronautico e pilota collaudatore tedesco.
Nel periodo che va dal 1931 al 1945 fu capo ingegnere e responsabile dei progetti alla Focke-Wulf Flugzeugbau AG. A lui si deve la realizzazione di alcuni dei più importanti velivoli utilizzati dalla Luftwaffe durante la seconda guerra mondiale, tra i quali il più noto e significativo fu sicuramente il Focke-Wulf Fw 190.

## Biografia
Kurt Tank nasce il 24 febbraio 1898 a Bromberg-Schwedenhöhe, nel territorio della allora Prussia orientale (oggi Bydgoszcz, in Polonia).
Durante la prima guerra mondiale si arruolò nelle forze armate dell'Impero tedesco ricevendo l'addestramento come ufficiale, congedandosi nel 1918 con il grado di tenente comandante di compagnia. Nel periodo dal 1918 al 1922 finì gli studi superiori iscrivendosi alla Technische Hochschule di Charlottenburg (Berlino) nella facoltà di elettrotecnica. Qui divenne cofondatore della Akaflieg Berlin, contrazione di Akademische Fliegergruppe, un gruppo accademico di appassionati di volo a vela. In questo contesto, nel 1923, a complemento della prova preliminare per il diploma, contribuì alla realizzazione dell'Akaflieg Berlin B 2 Teufelche, un aliante monoposto ad ala alta a sbalzo costruito interamente in legno.
La carriera come ingegnere aeronautico iniziò nel 1924 presso la Rohrbach Metallflugzeugbau GmbH con la qualifica di assistente tecnico. Nel frattempo, nel 1925 consegue il brevetto di pilotaggio A-2. Negli anni 1930-31 divenne capo progettista alla Bayerische Flugzeugwerke AG (che successivamente diventerà Messerschmitt AG) di Augusta. Il 1º novembre 1931 approda alla Focke-Wulf Flugzeugbau AG di Brema nella quale gli viene affidato la direzione dell'ufficio progetti e dell'ufficio collaudi. Nel 1932 realizza il suo primo progetto, il Focke-Wulf Fw 44 Stieglitz, un biplano monomotore da addestramento ed acrobatico, un velivolo che divenne simbolo della Focke-Wulf grazie alla sua notevole maneggevolezza e alle imprese acrobatiche del pilota acrobatico Gerd Achgelis. Nel 1936 conseguì la nomina di Flugkapitän e realizzò il suo secondo, questa volta sfortunato, progetto, lo Zerstörer (caccia pesante) Fw 57. Successivamente sviluppa l'Fw 200 Condor progettato dal collega Wilhelm Bansemir.
Ma è nel periodo 1939-1945 che i suoi progetti contribuirono a dotare la Luftwaffe dei velivoli tra i più rappresentativi ed efficaci impiegati dai Tedeschi durante la seconda guerra mondiale.
Nel 1939 diede origine al progetto del Fw 190 Würger, un caccia che avrebbe dovuto affiancare il Messerschmitt Bf 109. Il prof. Tank, nel progettarlo, andò controcorrente adottando un motore radiale in luogo della produzione di motori a V rovesciata che dovevano permettere, grazie alla loro ridotta sezione centrale, una linea più aerodinamica con vantaggi in termini di prestazioni ed autonomia. L'Fw 190, pur avendo riscontrato dei problemi di surriscaldamento del compatto BMW 139 nei prototipi iniziali, insistette nello sviluppo portandolo a diventare uno dei più riusciti, versatili, multiruolo e  longevi velivoli di tutto il periodo bellico. Nelle varie versioni raggiunse la cifra di 20.000 velivoli prodotti e grazie al suo successo il prof. Tank venne insignito, nel 1943, del titolo di Professore onorario ottenendo una cattedra al Technischen Hochschule di Braunschweig.
Nel 1944 il Reichsluftfahrtministerium emanò una normativa che imponeva alle aziende di includere un riferimento ai progettisti nella designazione dei nuovi caccia per cui i progetti di Kurt Tank recarono da allora il prefisso Ta. Il primo velivolo a riportare il nuovo prefisso fu il Focke-Wulf Ta 152, un'evoluzione dell'Fw 190, definito uno dei migliori caccia con motore a pistoni che ha combattuto nel secondo conflitto mondiale. Suo anche il prototipo del Ta 183, il primo caccia con motore a getto della ditta tedesca, mai terminato per le avverse sorti della Germania nella fase finale del conflitto. Durante l'avanzata dell'Armata Rossa vennero trovati e requisiti i progetti e le parti già realizzate, che secondo alcuni fornirono spunti per la realizzazione dei MiG-15.
Nel periodo 1944-45 fu a capo sia della Entwicklungshauptkommission (ESK), la commissione principale di sviluppo, sia della Entwicklungskommission "Nachtjagd", la commissione di sviluppo per la caccia notturna.
Tra le varie onorificenze ricevute in Germania vi fu anche quella di Wehrwirtschaftsführer consegnata a chi aveva contribuito in maniera significativa nel campo industriale e militare.
L'8 aprile 1945, mentre si trovava a Bad Eilsen, fu catturato dal servizio segreto britannico.
Con la fine della guerra, nel 1947 Tank si trasferì prima in Danimarca, quindi in Svezia per approdare infine, come molti altri funzionari e tecnici della Germania nazista, in America Latina. Il governo argentino offrì a lui ed al suo staff l'opportunità di continuare la propria attività presso L'Instituto Aerotécnico di Córdoba. Nel 1947 decise di accettare, trasferendosi assieme a molti colleghi della Focke-Wulf, ma a titolo precauzionale mutò il proprio nome in (Prof. Dr.) Pedro Matthies con il quale firmò i progetti di quel periodo. Uno dei colleghi era Ronald Richter, noto per aver proposto il Progetto Huemul, un velivolo spinto da un motore a fusione nucleare, rivelatosi successivamente una frode.
L'Istituto divenne qualche anno più tardi un'azienda di produzione aeronautica, la Fábrica Militar de Aviones. In questo nuovo contesto il prof. Tank riuscì a concretizzare il progetto del Focke-Wulf Ta 183, un caccia del quale era stato realizzato solo un mockup alla fine della guerra, con l'FMA I.Ae. 33 Pulqui II che ne era l'evoluzione. Pur  promettente, il progetto non fu sviluppato e nel 1953 fu definitivamente interrotto per una crisi finanziaria. A causa della Revolución Libertadora del 1955 e la conseguente caduta del governo del presidente Juan Perón i collaboratori del professore si allontanarono e molti finirono negli Stati Uniti.
Il prof. Tank invece si trasferì in India, iniziando nel 1959 una collaborazione con la Hindustan Aeronautics di Bangalore. Suo il progetto del cacciabombardiere HAL HF-24 Marut, il primo velivolo militare costruito nel paese asiatico. Il prototipo volò nel 1961 e rimase in servizio attivo fino al 1985.
A 71 anni, nel 1969, ritornò in Germania, dalla quale era fuggito quasi 25 anni prima e dalla quale non sarebbe mai più ripartito. Stabilitosi inizialmente a Berlino Ovest si trasferì definitivamente a Monaco di Baviera dove morì, il 5 giugno 1983, all'età di 85 anni.

## Progetti realizzati
(in ordine di data)
 Germania
- Focke-Wulf Fw 44 Stieglitz - aereo da addestramento ed acrobatico (1932)
- Focke-Wulf Fw 159 - prototipo di aereo da caccia (1935)
- Focke-Wulf Fw 57 - Zerstörer (caccia pesante) (1936)
- Focke-Wulf Fw 187 - caccia pesante (1937)
- Focke-Wulf Fw 190 - aereo da caccia, cacciabombardiere multiruiolo (1939)
- Focke-Wulf Fw 300 - progetto di bombardiere pesante (1939)
- Focke-Wulf Ta 154 - Caccia notturno (1943)
- Focke-Wulf Ta 152 - intercettore (1944)
- Focke-Wulf Ta 183 - prototipo di caccia con motore a getto (1944)

 Argentina
- FMA I.Ae. 33 Pulqui II - prototipo di caccia con motore a getto (1950)
- DINFIA I.Ae. 35 Huanquero - aereo da addestramento e multiruolo (1953) (coprogettato con Paul Klages)

 India
- HAL HF-24 Marut - cacciabombardiere (1971)